# Тарас Федорович
Тарас Трясило (? — 1639) — козацький отаман. За одними даними, був українського походження, за іншими, був кримським татарином на ім'я Хасан, і хрестився як Тарас Федорович (пол. Taras Fedorowicz).
Один із командирів козацьких найманців у Тридцятирічній війні. Реформував козацьке військо, посиливши роль кавалерії. Кошовий отаман Війська Запорозького нереєстрового (1629), організатор походу на Кримське ханство (1629), ватажок козацького повстання Федоровича (1630), учасник Смоленської війни (1632—1634).

## Життєпис

### Походження

Пам'ятник Тарасові Федоровичу у Переяславі

Дані щодо походження отамана різняться.
За даними українських істориків діаспори Олександра Барана і Юрія Гаєцького, Тарас Федорович вперше згадується у документах королівського суду 1617[уточнити] року під іменем «кримського татарина з Криму» Усан або Хасан. За польськими свідченнями був вихідцем із родини татарських (ординських) військових слуг, потім замкових зем'ян із визнаним шляхетством з Овруцького повіту
Під час московської кампанії 1618 року прийняв хрещення й ім'я Тарас Федорович.
За даними Віталія Щербака, майбутній отаман був вихідцем із чигиринської козацької родини.

### Отаман
Швидко завоював авторитет козацтва, про що повідомляв Папський нунцій 1620 року:

| 5000 козаків прийшли з Чорного моря, перейшовши кордон Угорщини, і вступили на службу до імператора на чолі з відомим капітаном Гасаном Тарасом |
| |

Під час Тридцятирічної війни командував загонами козаків-найманців на австрійській службі. За його ініціативи в козацьких військах з'явилася козацька кавалерія, яка разом з пішими військами починає відігравати важливу роль. Змінилася навіть офіційна назва війська Трясила, яке звалося «козацька кавалерія і інфантерія».
У березні 1630 року Тарас Федорович став на чолі козацького повстання проти уряду Речі Посполитої. У боях під Корсунем і під Переяславом повстанці розбили військо Речі Посполитої і в червні примусили польського гетьмана Станіслава Конецпольського підписати угоду в Переяславі.
Незадоволений угодою, Федорович, позбавлений гетьманства, відійшов з незадоволеними козаками на Запорізьку Січ, де робив спроби підняти нове повстання. Брав участь у московсько-польській війні 1632–1634, що велась за Чернігово-Сіверську і Смоленську землі. 11 квітня 1634 очолював запорізьку кінноту у переможній битві під Щелканово проти донських козаків.
На козацькій раді в Каневі взимку 1634—1635 рр. Федорович закликав до повстання проти Речі Посполитої. Потім із частиною козаків пішов за Дон. У 1635 р. вів переговори з московським урядом про переселення 700 козаків на Слобідську Україну. Навесні 1636 р. після повернення із Дону Федорович їздив до Москви з проханням про перехід частини українського козацтва на службу до Московської держави. Але його пропозицію було відхилено, бо московський уряд не бажав загострювати відносини з Річчю Посполитою після невдалої московсько-польської війни 1632—1634 рр.
В козацьких літописах говориться, що Федорович помер через дев'ять років після повстання, отже 1639 р. Є перекази, що він помер у Корсуні, де був похований на Богуславському цвинтарі.

## Вшанування пам'яті
- У Києві є вулиця Тараса Трясила.
- У місті Бориспіль існує вулиця Тараса Трясила[4]
- У місті Переяслав є вулиця Тараса Федоровича
- У містах Запоріжжя, Львів є вулиця Трясила.
- У місті Кременчук є проїзд Тараса Трясила.
- 14 жовтня 2020 року 43-й окремій артилерійській бригаді Збройних сил України присвоєно почесне найменування ― «імені гетьмана Тараса Трясила».[5]
- У місті Полтава вулицю Радищева перейменували на вулицю Тараса Трясила.[6]
- У місті Дніпро у липні 2024 року провулок Кибальчича перейменували на провулок Тараса Трясила.[7], але у грудні того ж року вулиці повернули стару назву[8].
- У місті Кривий Ріг вулицю Яковлєва перейменували на вулицю Тараса Трясила.[9]

### У культурі
- 1841: поема «Тарасова ніч» Тараса Шевченка.[10].
- 1863: вірш «Ще не вмерла Україна» Павла Чубинського[11].
- 1926: фільм Тарас Трясило Петра Чардиніна. Головну роль отамана виконав Бучма Амвросій Максиміліанович.
- 1971: історичний роман Костянтина Басенка «Початок».
- 1972: роман Василя Шевчука «Побратими, або Пригоди двох запорожців на суходолі, в морі та під водою».
- 2021: історичний роман Валентина Терлецького «Книга сили. Віра»